# Sterne de Trudeau
Sterna trudeaui
Pour les articles homonymes, voir Trudeau.
Espèce
Statut de conservation UICN

 LC  : Préoccupation mineure
La Sterne de Trudeau (Sterna trudeaui) est une espèce d'oiseau appartenant à la famille des Laridae.
Cet oiseau vit dans le nord-est argentin et le long des côtes (centre du Chili et remontant la côte est jusqu'à la baie de Guanabara).